# Vincenzo Joseph

Vincenzo Joseph (ur. 1996) – amerykański zapaśnik walczący w stylu wolnym. Pierwszy w Pucharze Świata w 2022 roku.
Zawodnik Central Catholic High School z Pittsburghu i Pennsylvania State University. Trzy razy All-American (2017-2019) w NCAA Division I; pierwszy w 2017 i 2018 i drugi w 2019 roku.